# Kokikora
Kokikora is een geslacht van weekdieren uit de klasse van de Gastropoda (slakken).

## Soorten
- Kokikora angulata Climo & Goulstone, 1995
- Kokikora mimiwhangata Climo & Goulstone, 1995